# سونات ویولن شماره ۳ (بتهوون)
سونات ویولن شماره ۳ در می بِمُل ماژور، اثر لودویگ فان بتهوون، یک سونات دونوازی برای ویولن و پیانو از مجموعهٔ سه‌گانهٔ اُپوس ۱۲ او (همراه با سونات‌های ویولن شماره ۱ و شماره ۲) و جزو آثار دورهٔ نخستِ آهنگسازیِ اوست و آن در سال ۱۷۹۸ تصنیف کرده‌است. بتهوون در آن زمان نزدِ یوزف هایدن شاگردی می‌کرد و این اثر، که سبکی تماماً کلاسیک دارد، به آثارِ هایدن و موتسارت مانندگیِ بسیار دارد.
بتهوون هر سه سوناتِ ویولن اُپوس ۱۲ را به آنتونیو سالیِری، که زمانی شاگردِ او بود، اهدا کرد.

## ساختار
این سونات سه موومان دارد:
1. آلگرو کُن اسپیریتو
2. آداژیو کُن مولتا اسپرِسیونه (در دو ماژور)
3. روندو: آلگرو مولتو

اجرای کاملِ سونات ویولن شماره ۳ بتهوون به‌طور معمول ۱۸ دقیقه به‌طول می‌انجامد.